# Roland Rech

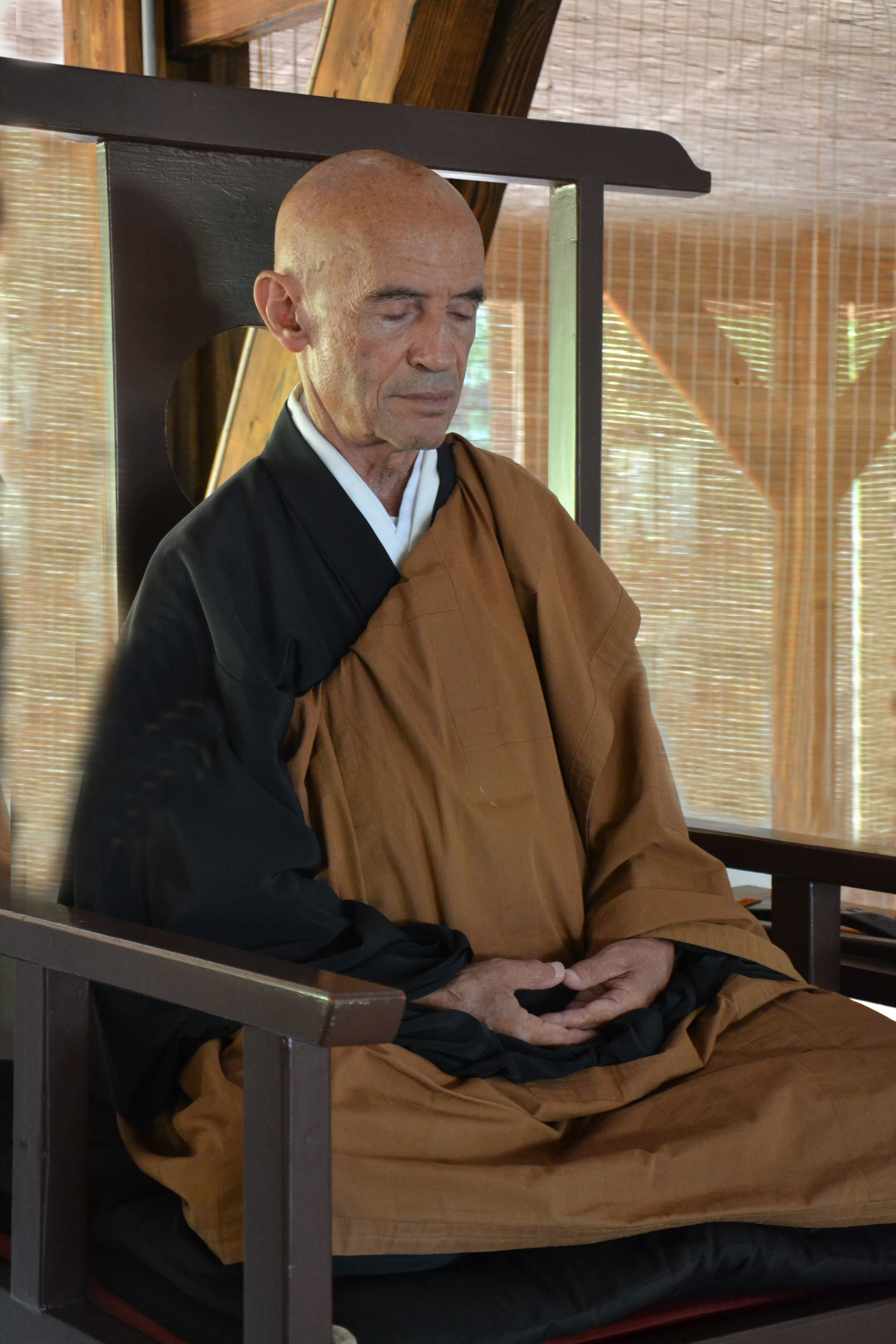
Roland Yuno Rech

Roland Yuno Rech (Roland Rech)  (París, 1944) es un maestro de budismo zen francés, que enseña la práctica del zen basada en la meditación sentada, el zazen, en Europa. 

## Biografía
Nacido en 1944, es licenciado en el Instituto de Ciencias Políticas de París y el DESS de Psicología Clínica de la Universidad de París VII. Tras un viaje alrededor del mundo, descubre la práctica del zen en un templo de Kyoto y decide volver a Francia para seguir la enseñanza del Maestro Taisen Deshimaru del que fue discípulo entre 1972 y 1982 (año de la muerte del Maestro Deshimaru). Siguiendo sus recomendaciones, retomó su actividad de ejecutivo en la industria, lo que le dio la ocasión de experimentar la práctica del zen en la vida cotidiana, económica y social. Cuando murió su Maestro en 1982, se dedicó principalmente a la práctica y a la enseñanza del zen en el seno de la Asociación Zen Internacional, de la que fue presidente hasta 1994.
En 1984 el Maestro Niwa Rempo Zenji, superior del templo de Eihei-ji y representante de la más alta autoridad del zen en Japón, certificó la misión del Maestro Deshimaru dando la transmisión del Dharma (Shiho) a tres de sus más antiguos discípulos, entre ellos Roland Yuno Rech.
Enseña en el Dojo de Niza (Gyo Butsu Ji), y en las sesshines organizadas por los dojos de la ABZE. En el año 2007 funda la Asociación Budista Zen de Europa que agrupa a sus seguidores de toda Europa.
Roland Yuno Rech dio el Shiho, la transmisión del Dharma, a Lluís Nansen Salas, el 9 de diciembre de 2016 en Lluçà.